# Ismail Abu Hatab
Ismail Abu Hatab (1993 – 30. června 2025) byl palestinský fotoreportér a filmař, tvůrce C-light a ByPa, nejznámější svým zpravodajstvím z frontové linie o válce v Gaze. Uspořádal několik fotografických výstav mimo pásmo Gazy. Byl zabit při izraelském náletu 30. června 2025.

## Životopis
Abu Hatab se narodil a vyrůstal v Gaze. Na začátku roku 2000 začal fotografovat každodenní život a konfliktní scény a do roku 2008 pracoval na volné noze pro místní média.
Od roku 2008 začal Abu Hatab spolupracovat s mezinárodními organizacemi a tiskovými agenturami,  jako jsou BBC, DW a CARE International.
Dne 2. listopadu 2023 byl Abu Hatab vážně zraněn při sledování izraelských leteckých úderů z věže al-Ghafari. Abu Hatab řekl televizi NDTV, že nezávislí novináři v Gaze „nemají žádnou institucionální záchrannou síť“. 
V dubnu 2025 se v Los Angeles ve Spojených státech konala výstava Abu Hataba s názvem "Between Sky and Sea" („Mezi nebem a mořem“).

## Smrt
Dne 30. června 2025 zasáhl izraelský letecký úder internetovou kavárnu al-Baqa v Gaze a zabil jeho a dalších 30 lidí.  Bylo mu 32 let.
Palestinské mediální fórum truchlilo nad smrtí novináře. Mezinárodní federace novinářů (IFJ) a Palestinský syndikát novinářů (PJS) útok odsoudily a vyzvaly k okamžitému vyšetřování.